# Atherina presbyter
Atherina presbyter G. Cuvier, 1829, conhecida pelos nomes comuns de piarda ou, na Madeira, guelro, é uma espécie de pequeno peixe pelágico nerítico pertencente à família Atherinidae, com distribuição natural no nordeste do Oceano Atlântico, desde o Categate às Canárias e Cabo Verde, e na parte ocidental do Mediterrâneo. A espécie forma cardumes que permanecem próximo da superfície em torno de baixios, por vezes em zona de água salobra, mas que se deslocam para águas mais profundas durante o inverno.

## Descrição
É um peixe pequeno, de até 12 cm de comprimento. Apresenta duas barbatanas dorsais, com 7-9 raios espinhosos e numerosos raios cartilagíneos. Na barbatana na anal apresenta um raio ósseos e 14-17 raios cartilagíneos. A cabeça é grande em comparação com o corpo, com grande olhos.
Trata-se de uma espécie de água salobra e marinha. Atinge os 14 cm  de comprimento padrão , com base de indivíduos de sexo indeterminado.
A coloração geral do corpo é cinzento prateado, com uma banda prateada, brilhante, da cabeza à cauda. Não apresenta linha lateral.
A espécie é comum nas costas europeais do Atlântico, desde os 60º Norte (Dinamarca) até aos 14º Norte (Cabo Verde e Canárias). Penetra no Mediterrâneo ocidental.
Apesar do seu pequeno tamanho é objecto de pescaria comercial nas regiões costeiras onde ocorre, com destaque para a Madeira e Canárias, sendo considerada um peixe de bom sabor. Contudo, a maior parte das capturas destina-se à produção de isco, principalmente para utilização na pesca dos grandes pelágicos, nomeadamente do atum.

## Portugal
Encontra-se presente em Portugal, onde é uma espécie nativa e ocasional.
Os seus nomes comuns são peixe-rei ou piarda.